# Caridina vietriensis
Caridina vietriensis is een garnalensoort uit de familie van de Atyidae. De wetenschappelijke naam van de soort is voor het eerst geldig gepubliceerd in 2007 door Ðang & Ð?.